# Joe Gyau
Joseph-Claude Gyau (Tampa, FL, 16 de setembro de 1992) é um futebolista norte-americano que atua pelo FC Cincinnati.

## Início de sua vida
Nascido na cidade de Tampa na Flórida, Gyau cresceu em Silver Spring, Maryland, onde ele jogou futebol de base pelo Bethesda Roadrunners, antes de juntar à IMG Soccer Academy em 2009. Gyau é a terceira geração de sua família a jogar futebol profissional, já que ele é filho do ex-jogador da seleção americana Phillip Gyau e neto do ex-jogador da seleção ganesa Joseph "Nana" Gyau.

## Carreira

### Clube
Em agosto de 2012, Gyau foi emprestado por toda a temporada pelo TSG 1899 Hoffenheim ao FC St. Pauli na 2. Bundesliga. Em abril de 2014, Gyau fez sua estréia na Bundesliga quando ele jogou 21 minutos pelo TSG 1899 Hoffenheim em um empate de 0-0 contra o Eintracht Frankfurt. Em junho de 2014, ele foi contratado pelo Borussia Dortmund e se juntou à equipe Sub-23 do clube. Em 24 de setembro de 2014, Gyau estreiou pela equipe principal do Borussia Dortmund em um jogo contra o VfB Stuttgart. Ele entrou aos 29 minutos do segundo tempo da partida que acabou empatada em 2-2. Em 29 de outubro de 2016, depois de passar quase dois anos sem jogar profissionalmente devido à inumeros problemas com contusões, Gyau fez seu retorno aos gramados entrando no segundo tempo de um jogo do Borussia Dortmund II.
Em janeiro de 2017, Gyau assinou um contrato de 18 meses com o SG Großaspach Sonnenhof, um time da terceira divisão alemã.
Em maio de 2018, o MSV Duisburg da segunda divisão alemã anunciou a contratação de Gyau por dois anos.
Em 8 de agosto de 2019, Gyau assinou com o FC Cincinnati, clube da Major League Soccer.

### Internacional
Gyau jogou pelas seleções americanas Sub-15, Sub-17, Sub-20 e Sub-23. Em março de 2012, Gyau foi o jogador mais jovem entre os convocados para a seleção olimpica americana que disputaria o Torneio Pré-Olímpico Masculino da CONCACAF daquele ano. O time americano acabou não se classificando para o Torneio Masculino de Futebol dos Jogos Olímpicos de Verão de 2012.
Em novembro de 2012, Gyau foi convocado para a Seleção de Futebol dos Estados Unidos pela primeira vez. Em 3 de setembro de 2014, Gyau estreou pela seleção americana em um amistoso contra a Seleção Tcheca de Futebol. Em 10 de outubro de 2014, fez sua segunda partida pela seleção, em um amistoso contra a Seleção Equatoriana de Futebol. Contudo, com menos de 15 minutos em campo Gyau sofreu uma suspeita de torção no joelho esquerdo e teve qure deixar o campo, sendo substituido por Bobby Wood. Em 12 de outubro, foi anunciado que o jogador na verdade tinha rompido seu menisco lateral e sofrido uma contusão óssea.